# Barış Türkmen
Barış Türkmen (* 12. August 1993 in Izmir) ist ein türkischer Fußballtorhüter.

## Spielerkarriere

### Verein
Türkmen begann 2005 in der Nachwuchsabteilung von Gümüşordu Izmir, der Zweitmannschaft von Altınordu Izmir, mit dem Vereinsfußball. 2007 wechselte er in die Nachwuchsabteilung von Bucaspor. Hier erhielt er 2008 zwar einen Profivertrag, spielte jedoch zwei Jahre lang lediglich für die Reservemannschaft des Klubs. Im Sommer 2010 heuerte er beim Amateurverein Yeni Bornovaspor an und spielte hier zwei Spielzeiten lang.
Zur Saison 2012/13 wechselte Türkmen zum Viertligisten Altınordu Izmir. In seiner ersten Saison blieb er hinter Ramazan Üstündağ Ersatzkeeper und vertrat diesen in drei Begegnungen. Sein Verein schaffte in dieser Spielzeit als Viertligameister den direkten Wiederaufstieg in die TFF 2. Lig. Auch in der 3. Liga fungierte er mit seinem Teamkollegen Cihan Topaloğlu als Ersatz von Üstündağ. Nachdem er mit seinem Klub erst Herbstmeister wurde, erreichte er auch zwei Spieltage vor Saisonende die Drittligameisterschaft. Dadurch kehrte Altınordu nach 24-jähriger Abstinenz wieder in die TFF 1. Lig, die zweithöchste türkische Spielklasse, zurück.
Für die Spielzeit 2014/15 wurde er an den Viertligisten Balçova Yaşamspor ausgeliehen.

### Nationalmannschaft
Türkmen absolvierte jeweils eine Begegnung für die türkische U-15-, U-16- und U-18-Nationalmannschaft.

## Erfolge
Mit Altınordu Izmir
- Meister der TFF 3. Lig und Aufstieg in die TFF 2. Lig: 2012/13
- Meister der TFF 2. Lig und Aufstieg in die TFF 1. Lig: 2013/14